# غاكوي
غاكوي (بالإنجليزية: Gaqoi)‏ هي منطقة سكنية تقع في الصين في أزمة التبت والصين. يقدر عدد سكانها بـ
- نسمة .